# Epimicodema
Epimicodema is een geslacht van kevers uit de familie van de loopkevers (Carabidae). De wetenschappelijke naam van het geslacht is voor het eerst geldig gepubliceerd in 1914 door Sloane.

## Soorten
Het geslacht Epimicodema is monotypisch en omvat slechts de volgende soort:
- Epimicodema mastersii W.J.Macleay, 1871